# سیات اسپورت
سیات اسپورت (اسپانیایی: SEAT Sport‎) یک تیم اتوموبیل‌رانی است که در مسابقات رالی قهرمانی جهان مابین سال‌های ۱۹۹۸ تا ۲۰۰۱ شرکت می‌کرده‌است، مرکز این تیم در شهر ابررا، اسپانیا قرار دارد.

## نگارخانه

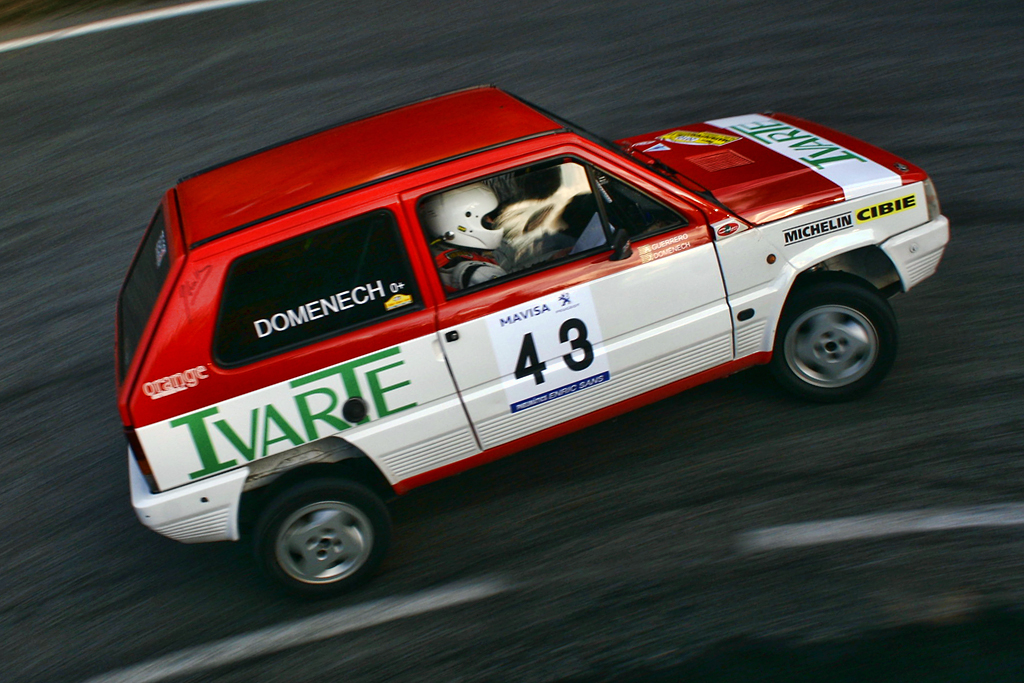
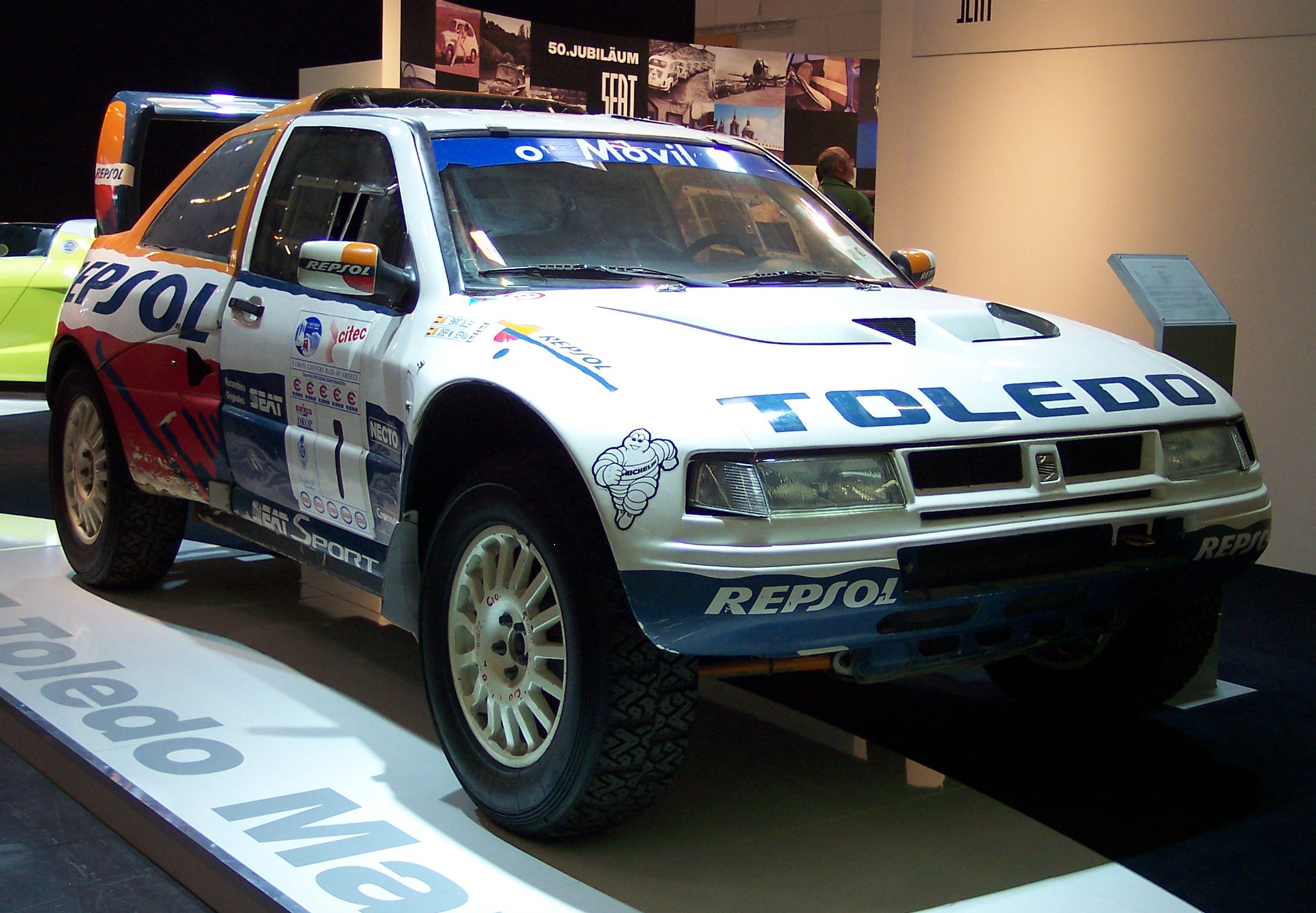
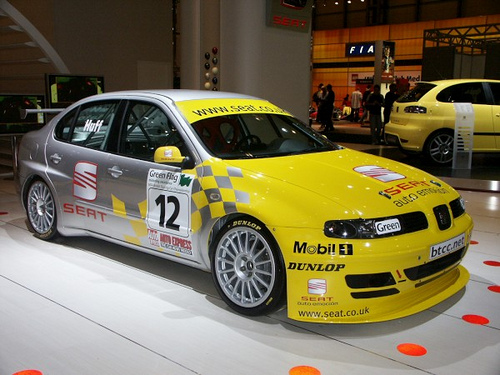
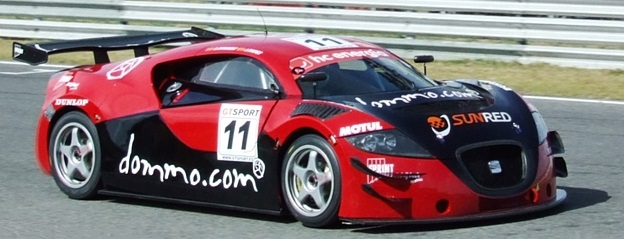